# Saulges
Saulges ist eine französische Gemeinde mit 328 Einwohnern (Stand 1. Januar 2022) im Département Mayenne in der Region Pays de la Loire.
Der Ort liegt am Rand einer Felsenschlucht der Erve, deren Wasser einige Höhlen in die Steilufer ausgewaschen hat. Der Canyon de Saulges und die Grottes de Saulges sind typische Karstformationen. In diesen Höhlen wurden archäologische Fundobjekte freigelegt, darunter ein 500.000 Jahre alter menschlicher Zahn aus dem Altpaläolithikum. In der Höhle La Dérouine sind schwarz gemalte Darstellungen von Pferd, Bison und Mammut zu sehen, die zur Frankokantabrischen Höhlenkunst gezählt werden.
Die Tierwelt ist in den Höhlen durch die Große Hufeisennase und in den Wäldern durch den seltenen Bockkäfer vertreten, der in Frankreich der größte seiner Art ist. Saulges zählt deshalb zum Schutzgebiet Natura 2000.
Saulges gehört außerdem zum Conseil national des villes et villages fleuris sowie den Pays d’art et d’histoire Coëvrons-Mayenne, dies gemeinsam mit Mayenne, Évron, Sainte-Suzanne und Jublains.
Bedeutende Sakralbauten sind die frühere Pfarrkirche Chapelle Saint-Pierre aus der Karolingerzeit, die erstmals 1060 erwähnte Kirche Notre-Dame und eine Eremitage, gegründet von Cénéré de Saulges.

## Geschichte
Die Grundherrschaft von Saulges wurde 1556 von Jean de Thévalle, Gouverneur von Metz, errichtet. 1592 wurde das Gebiet von französischen Hugenotten in englischen Diensten verwüstet. Mitte des 17. Jahrhunderts ging die Herrschaft durch Heirat auf Louis II. de Bourbon, prince de Condé, genannt „Le Grand Condé“, über, dem sein Sohn Henri III. Jules de Bourbon, prince de Condé und Großmeister von Frankreich folgte.

### Bevölkerungsentwicklung
| Jahr      | 1968 | 1975 | 1982 | 1990 | 1999 | 2006 | 2019 |
| Einwohner | 487  | 401  | 348  | 333  | 334  | 328  | 318  |

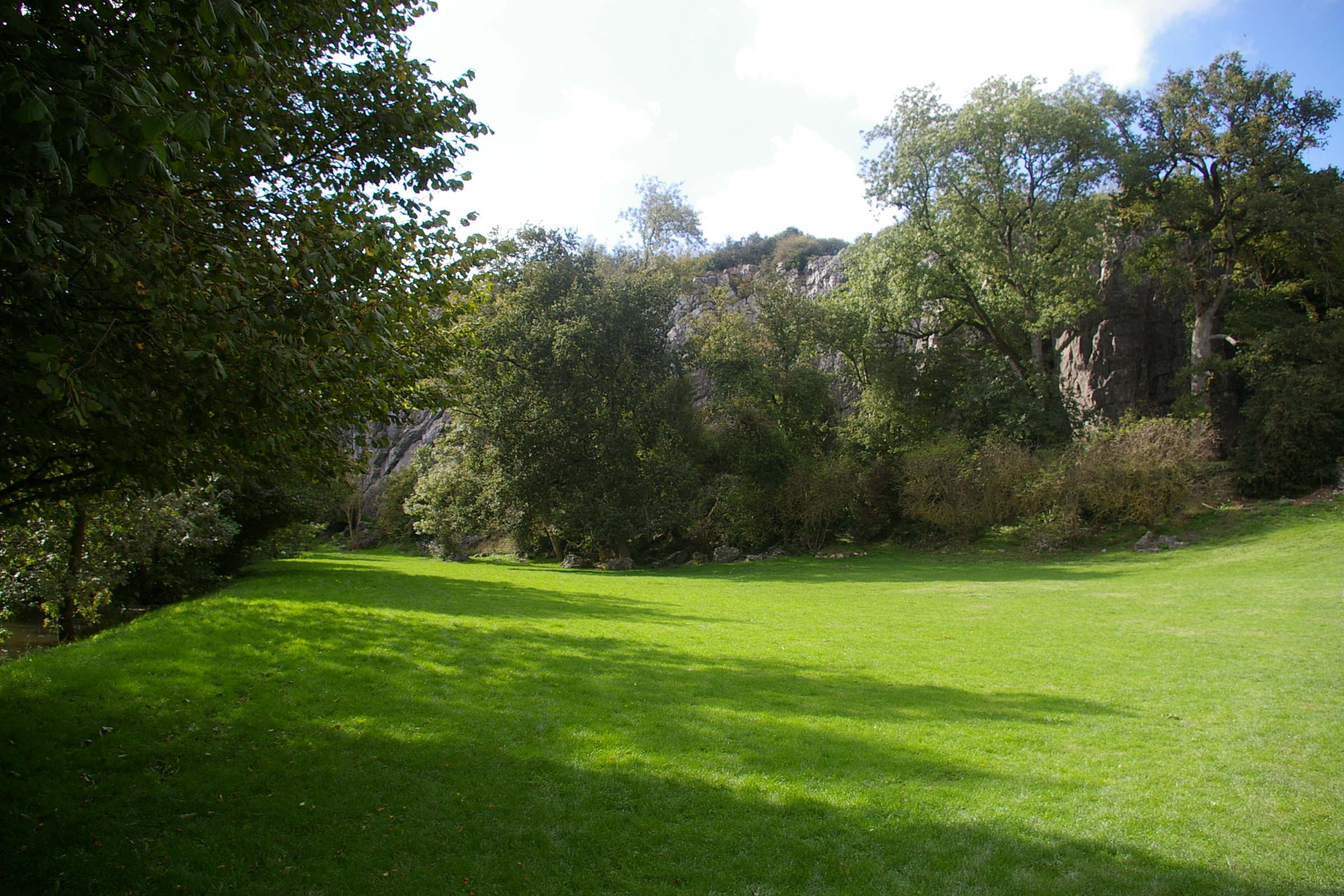
Grotten im Canyon
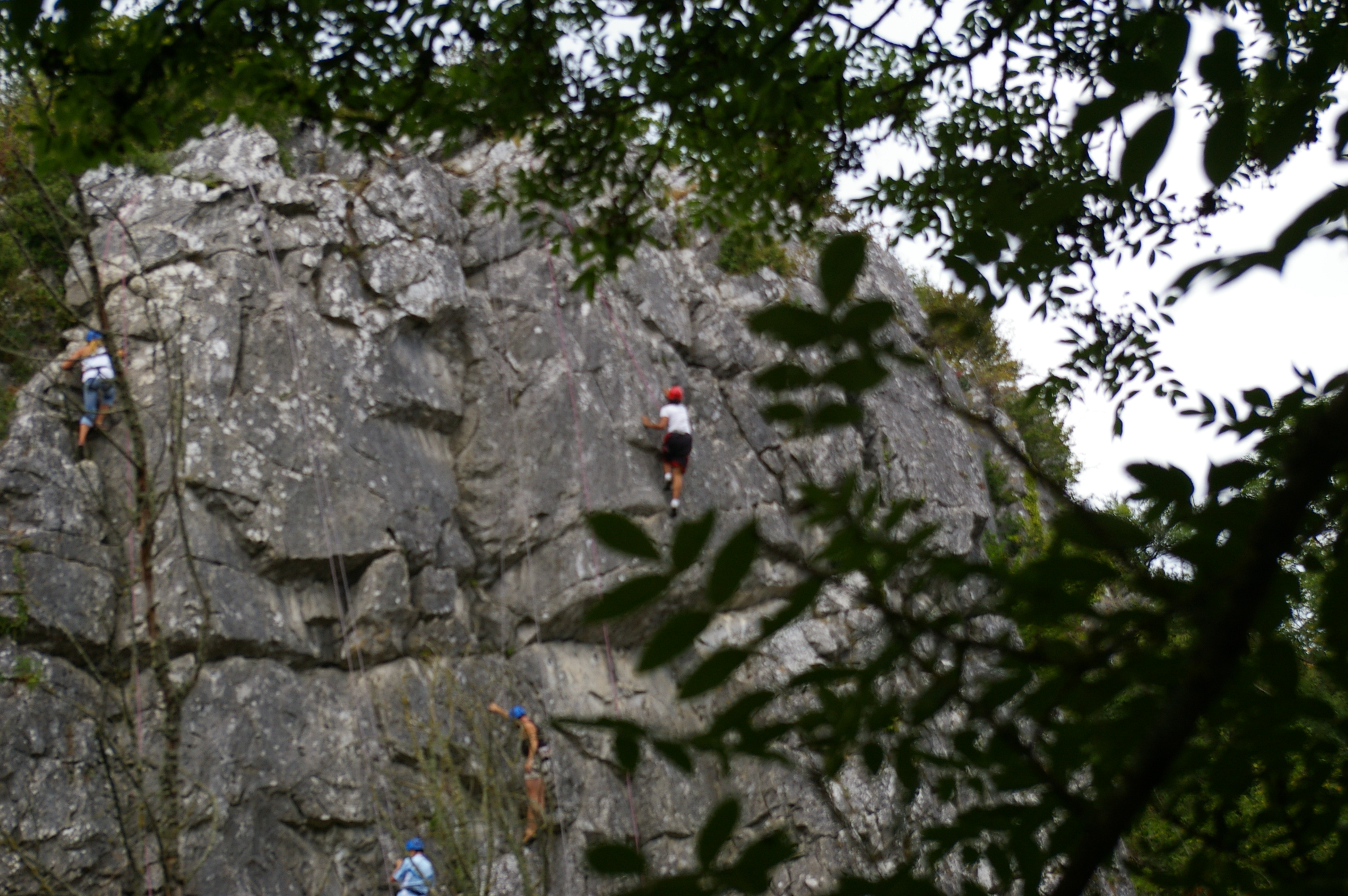
Klettern in der Schlucht
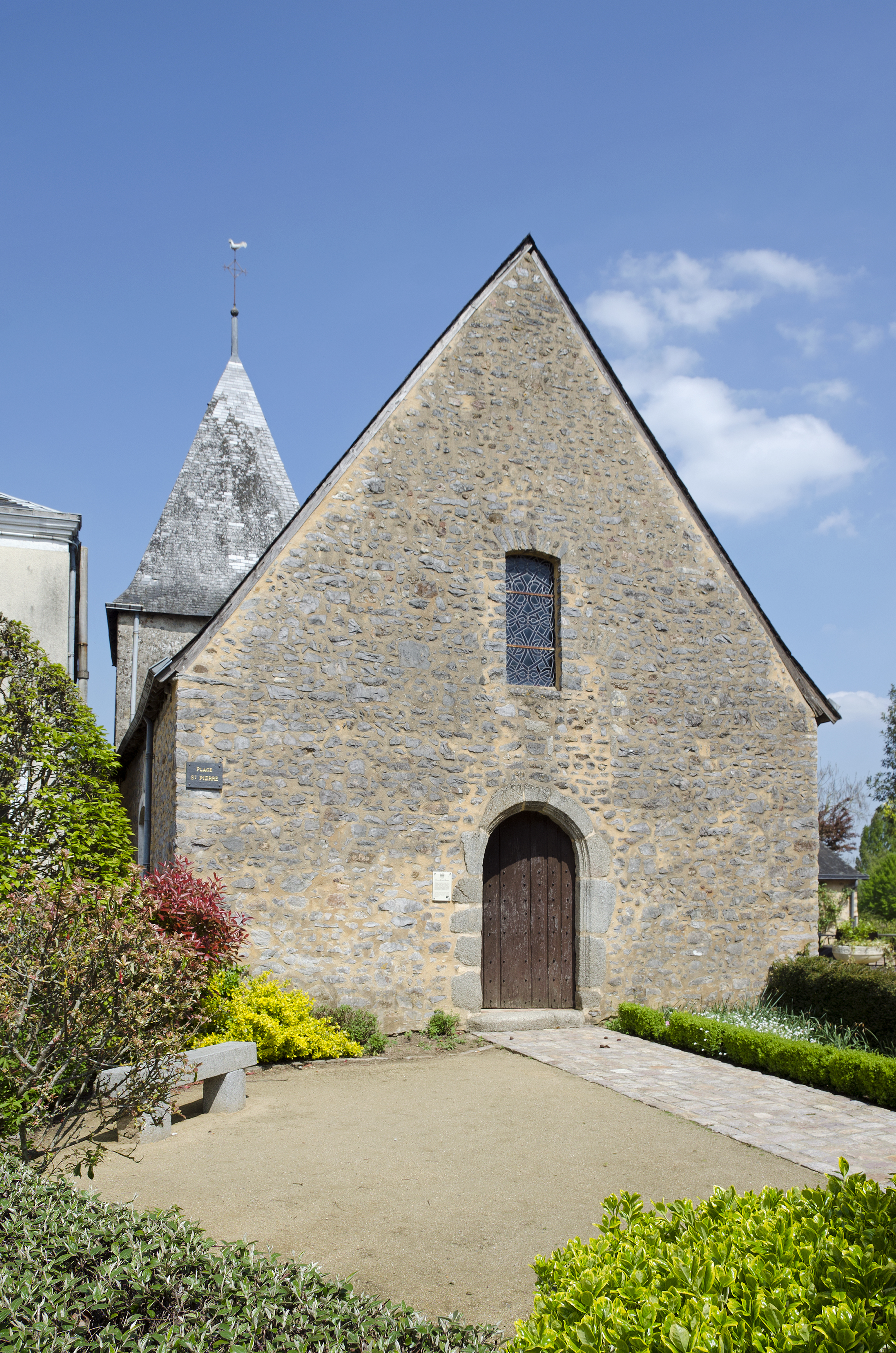
Kapelle Saint Pierre
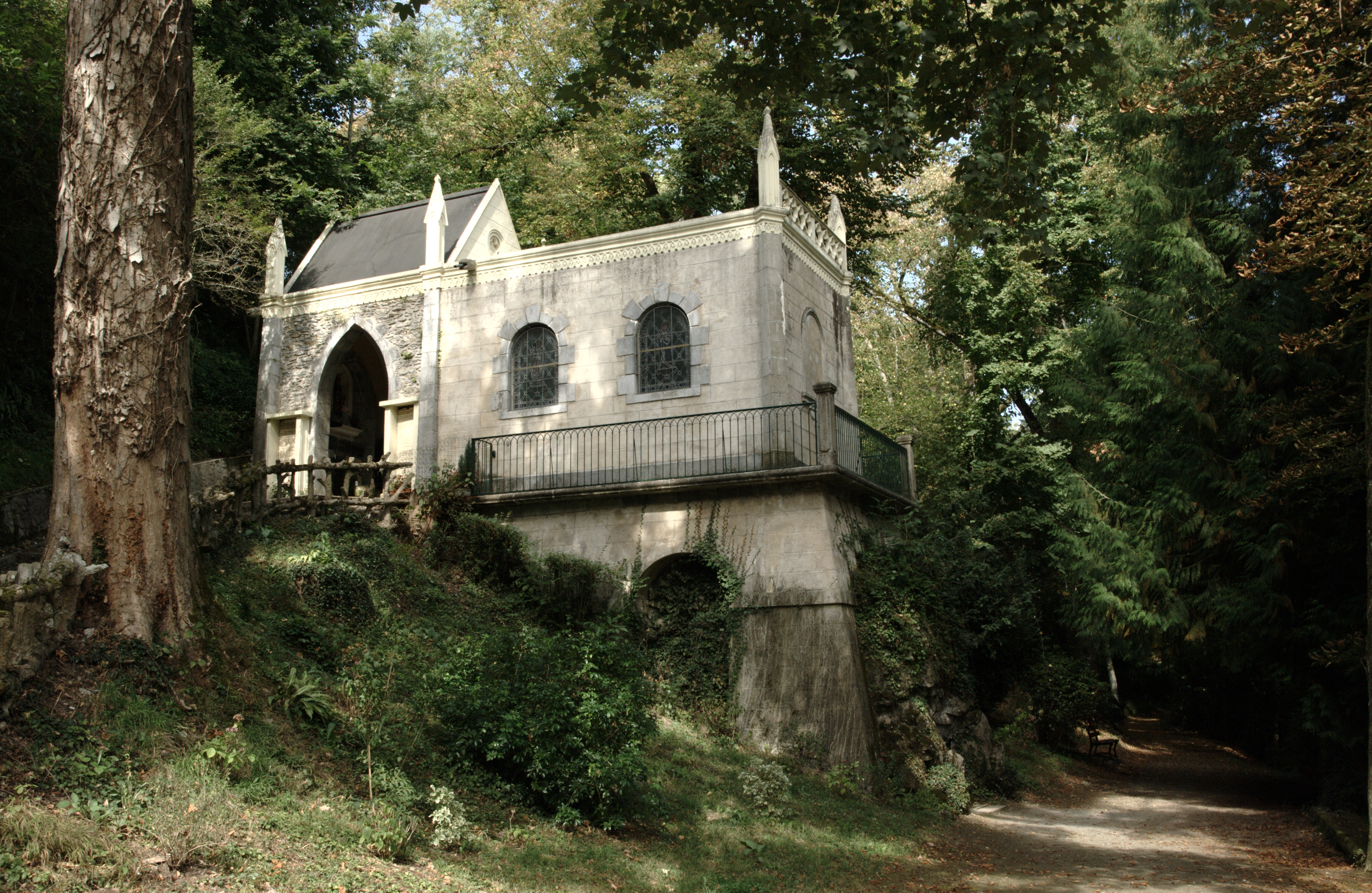
Oratorium des hl. Céneré
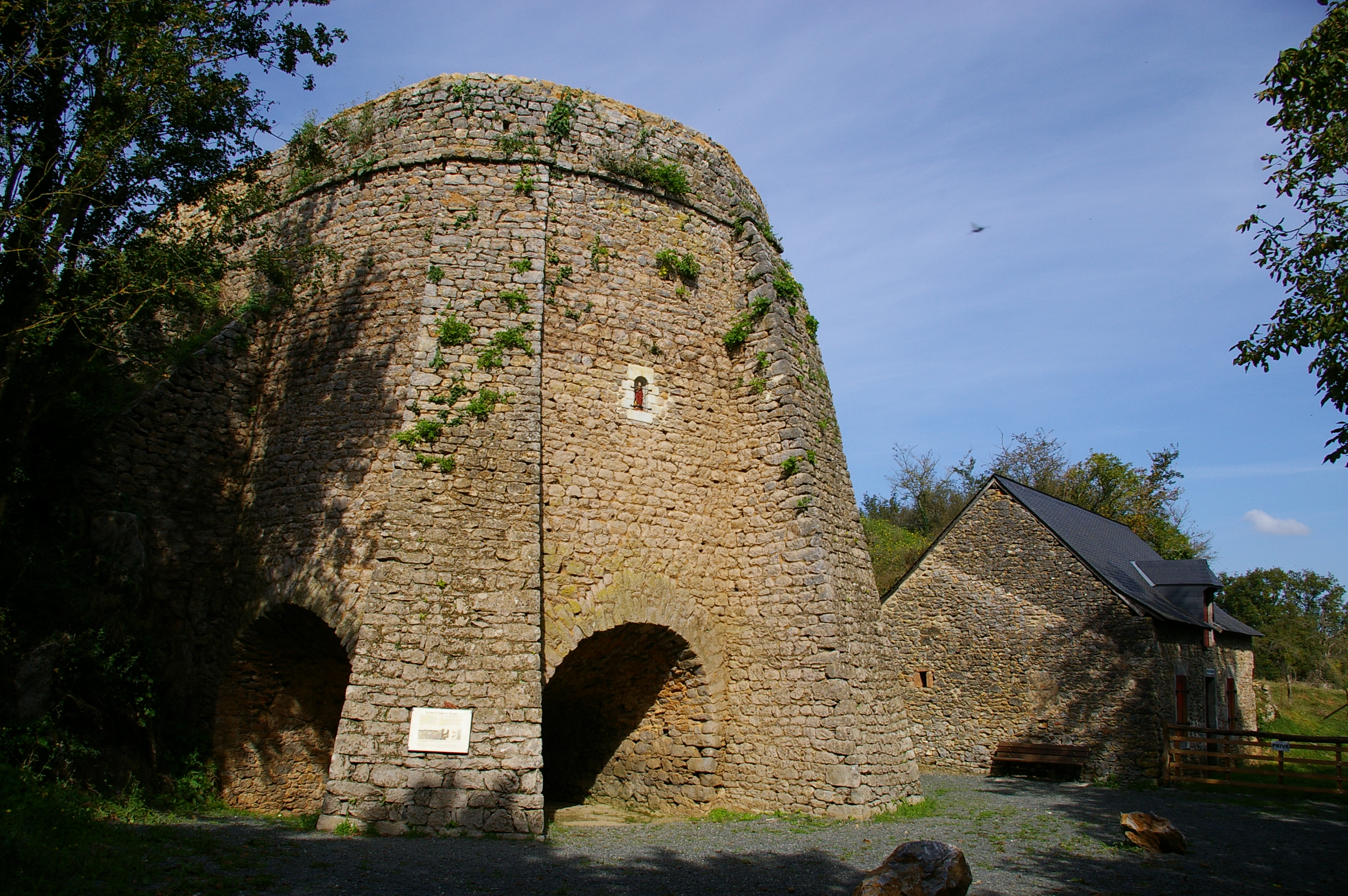
Kalkbrennofen von 1834